# Скопин, Иван Иванович
Иван Иванович Скопин (род. 24 декабря 1951 года) — советский и российский учёный-кардиолог, член-корреспондент РАН (2022).

## Биография
Родился 24 декабря 1951 года.
В 1975 году — окончил лечебный факультет Саратовского военного медицинского института, с 1975 по 1977 годы — проходил обучение в ординатуре по хирургии.
С 1977 по 1980 годы — проходил обучение в аспирантуре в Московском центральном институте усовершенствования врачей, после окончания которой защитил кандидатскую диссертацию, тема: «Пластические операции на трикуспидальном клапане».
В 1992 году — защитил докторскую диссертацию, тема: «Многокомпонентная реконструктивная операция на митральном клапане».
В 1994 году — присвоено учёное звание профессора.
С 1980 года — работает в НМИЦ сердечно-сосудистой хирургии имени А. Н. Бакулева.
В 2022 году — избран членом-корреспондентом РАН от Отделения медицинских наук.

## Научная деятельность
Специалист в области сердечно-сосудистой хирургии.
Проводил операции на клапанах сердца при инфекционном эндокардите, одномоментные вмешательства на клапанах сердца и коронарных артериях, биопротезирование клапанов сердца.
Автор более 300 научных публикаций.
Под его руководством защищены 25 кандидатских и 2 докторские диссертации.

### Критика
По данным вольного сетевого сообщества «Диссернет», являлся научным руководителем/консультантом одной кандидатской, а также оппонентом на защите одной докторской, и двух кандидатских диссертаций, которые содержат масштабные заимствования, не оформленные как цитаты, а также в 2019 году проголосовал «ЗА» отклонение ЗоЛУС.